# Nowy Korczyn
Nowy Korczyn – miasto w Polsce położone w województwie świętokrzyskim, w powiecie buskim, siedziba gminy Nowy Korczyn. Liczy ok. 1000 mieszkańców.
Miasto królewskie w powiecie wiślickim województwa sandomierskiego w drugiej połowie XVI wieku. Prawa miejskie w latach 1258–1869 oraz ponownie od 1 stycznia 2019.

## Położenie
Nowy Korczyn położony jest na Ponidziu, w otulinie Nadnidziańskiego Parku Krajobrazowego. Przez miasto przepływa rzeka Nida, która uchodzi do Wisły, ok. 3 km na wschód od miejscowości. Około 1 km na południe od centrum Nowego Korczyna, w miejscu dawnej przeprawy promowej przez Wisłę, zbudowano w 2020 r. nowy most żelbetowy. Miasto usytuowane jest w odległości ok. 65 km na południowy wschód od Kielc, 22 km od Buska-Zdroju i ok. 35 km od Tarnowa. W odległości ok. 10 km na północny wschód od Nowego Korczyna znajduje się miejscowość uzdrowiskowa Solec-Zdrój.
Przez miejscowość przebiega droga krajowa nr 79 z Bytomia do Warszawy oraz droga wojewódzka nr 973 z Tarnowa do Buska-Zdroju.
W miejscowości znajduje się przystań kajakowa, należąca do Oddziału PTTK z Buska-Zdroju. Przez miasto przechodzi  zielony szlak turystyczny z Wiślicy do Grochowisk.

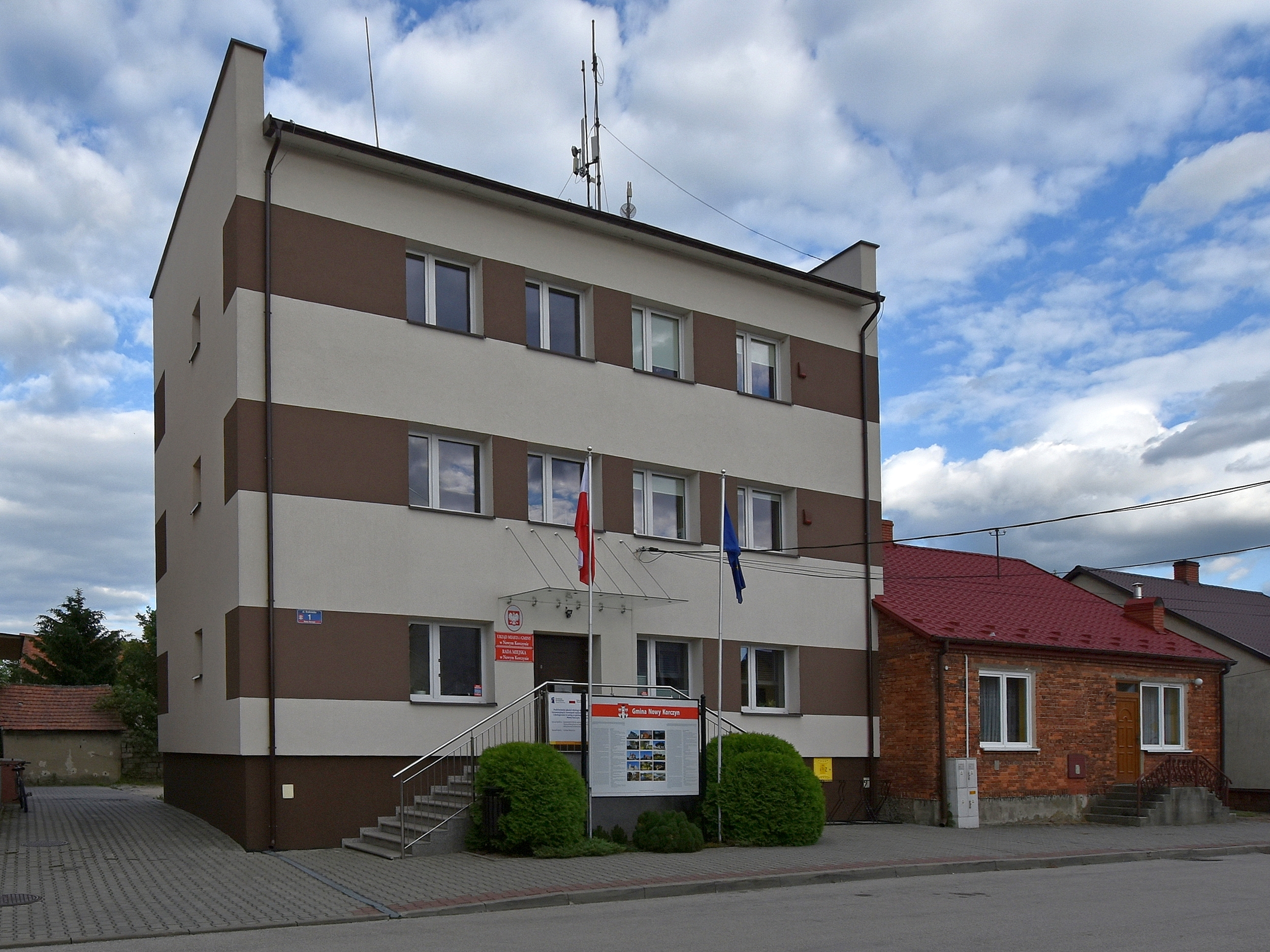
Urząd Miasta i Gminy
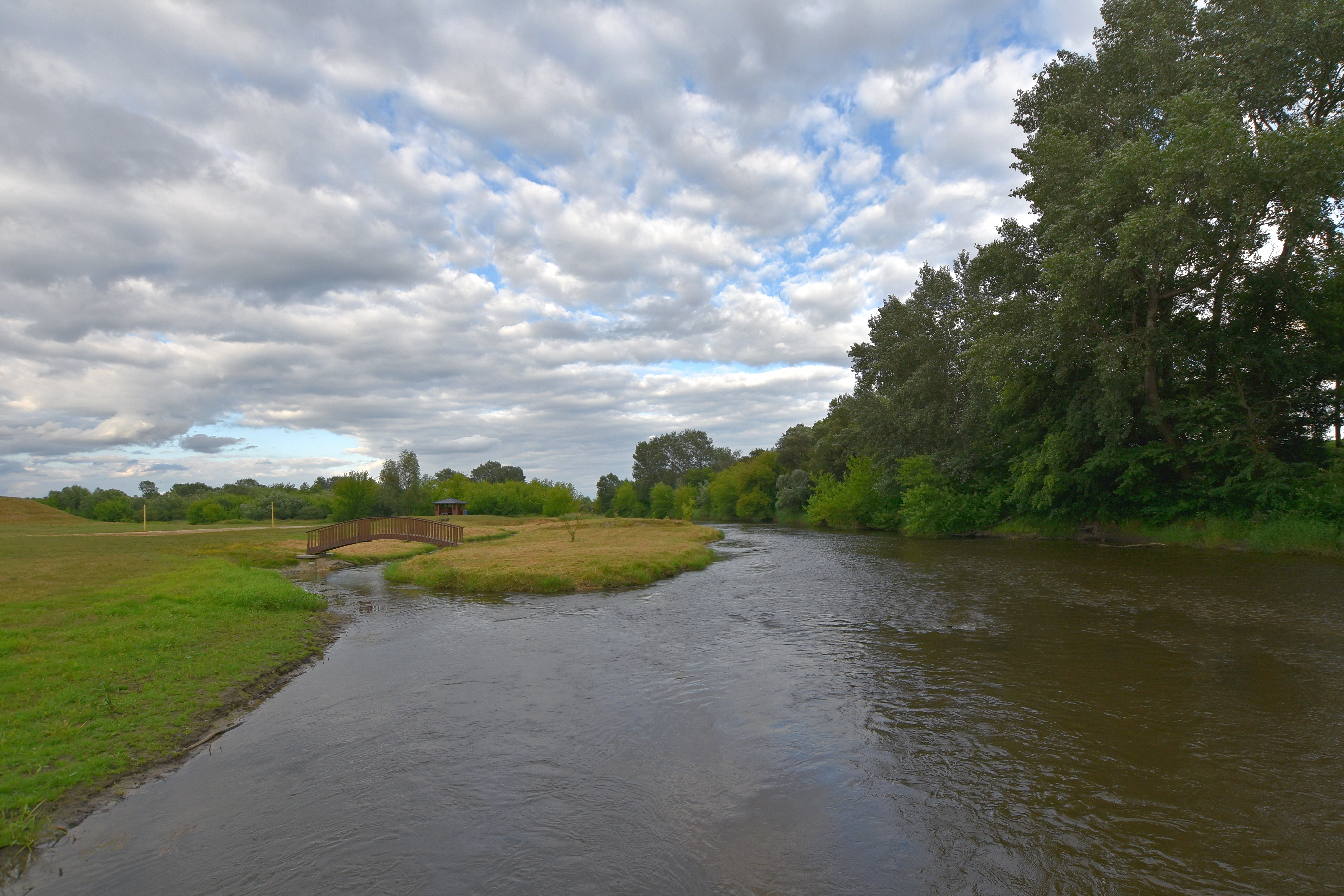
Rzeka Nida
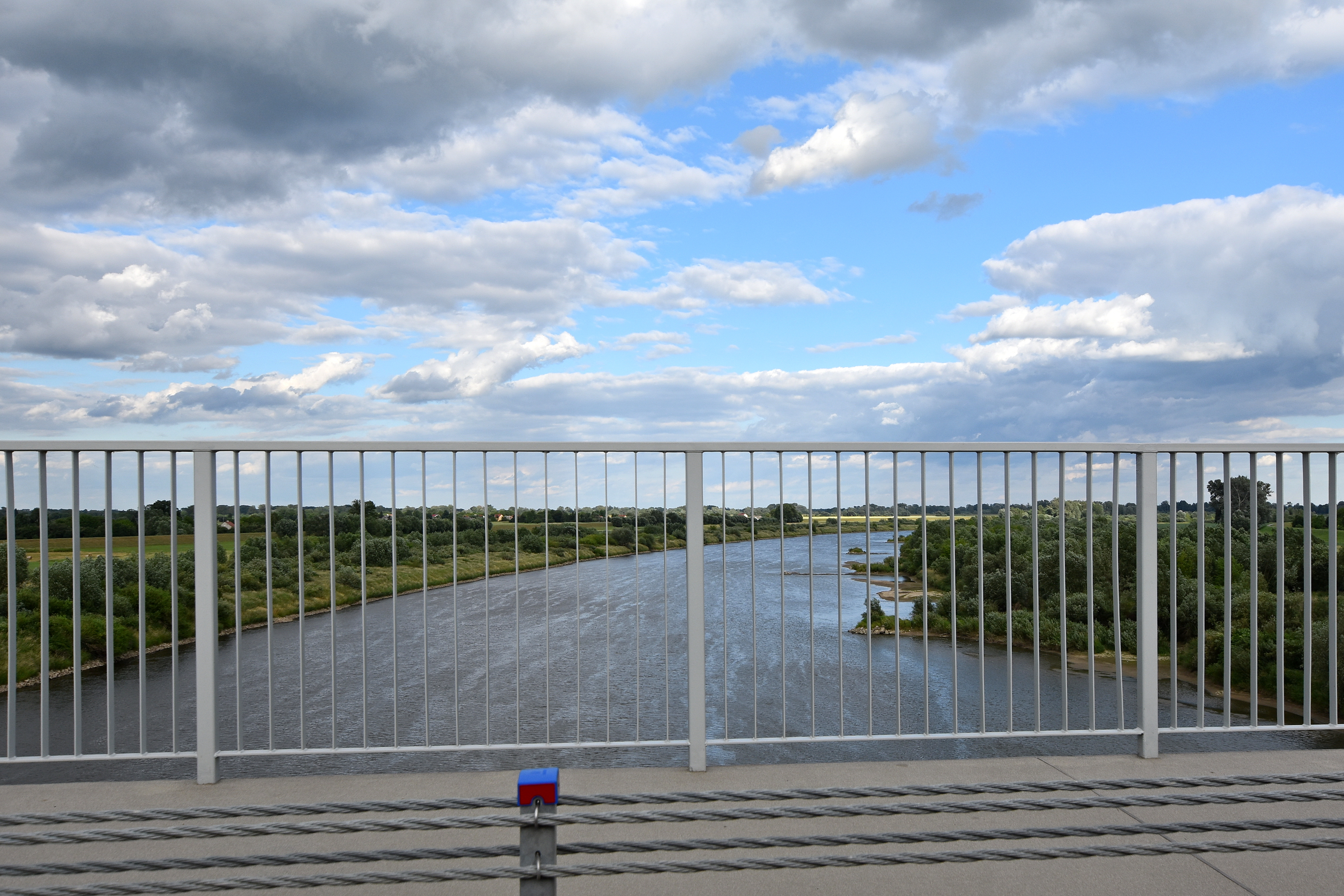
Most na Wiśle

## Historia

### Początki Nowego Korczyna
Pierwotnie osada handlowa położona na szlaku prowadzącym z Krakowa na Ruś Kijowską. W 1258 książę Bolesław Wstydliwy lokował tu miasto, nazwane dla odróżnienia od sąsiedniego Korczyna (obecnie Stary Korczyn) Nowym Miastem Korczynem. Przywilej dany został Hince, synowi Henryka – wójtowi nowomiejskiemu. Dokument lokacyjny Nowego Miasta stał się wzorem dla niektórych miast założonych później. Na prawie korczyńskim (ius Corcinense) lokowany był m.in. Skaryszew. Rok przed lokacją miasta książę Bolesław, wraz ze swoją żoną Kingą, ufundowali w Korczynie klasztor oo. franciszkanów. Położenie na skrzyżowaniu szlaków handlowych z Krakowa na Ruś, oraz z węgierskich Koszyc do Sandomierza przyczyniło się do szybkiego rozwoju miasta. Bliskość dworu książęcego, który często tu przebywał, a także położenie w pobliżu dwóch spławnych rzek (Nidy i Wisły) sprawiało, że osiedlali się tu kupcy i rzemieślnicy.
W 1300 wojska ruskie zniszczyły klasztor i miasto. Spaleniu uległ między innymi drewniany zamek książęcy. Na jego miejsce w połowie XIV wieku, król Kazimierz III Wielki wzniósł zamek królewski, który stał się jedną z najważniejszych siedzib monarszych w Polsce. Miasto zostało otoczone obronnymi murami i zabezpieczone dodatkowo sztucznie utworzonym jeziorem Czartoria. Na nowokorczyńskim zamku przebywał często dwór królewski. Dzięki centralnemu położeniu w Małopolsce Korczyn stał się miejscem zjazdów politycznych i zgromadzeń szlacheckich. W mieście rozwijały się handel i rzemiosło. W 1383 przebywał tu przez pewien czas, naradzając się ze swoim stronnikami, książę mazowiecki Siemowit IV, który poprzez małżeństwo z Jadwigą pragnął zdobyć koronę Polski.
Do 2. połowy XIX w. miejscowość nosiła nazwę Nowe Miasto Korczyn. Był miastem królewskim Korony Królestwa Polskiego.

### Rozkwit miasta
Podczas panowania Władysława Jagiełły zamek w Nowym Korczynie był ulubioną rezydencją tego monarchy, który przebywał w nim w sumie 83 razy. W 1404 odbył się tu zjazd rycerstwa Korony zwołany przez Władysława Jagiełłę. Celem zjazdu było ustalenie podatku na wykupienie z rąk krzyżaków ziemi dobrzyńskiej. 14 sierpnia 1409 Jagiełło przyjął w Korczynie posłów krzyżackich, którzy wręczyli mu akt wypowiadający wojnę Królestwu Polskiemu (wielka wojna z zakonem krzyżackim). W 1438 w Korczynie miał miejsce walny zjazd, na trakcie którego obradowano w sprawie przyjęcia przez króla Władysława korony czeskiej. Ostatecznie koronę przyjęto, ale dla królewskiego brata Kazimierza. 25 kwietnia 1438 sprzeciwiający się sojuszowi z czeskimi husytami kardynał Zbigniew Oleśnicki zawiązał w Korczynie konfederację.
W 1439 w Nowym Mieście Korczynie zawiązano z kolei konfederację polskich husytów pod wodzą Spytka z Melsztyna. Konfederacja ta skupiła opozycję przeciwną faktycznym rządom Oleśnickiego w Polsce. Kardynał przebywał w tym czasie z małoletnim królem Władysławem na nowokorczyńskim zamku.
Wojska husyckie zebrały się w pobliskim Piasku Wielkim, skąd wyruszyły w kierunku Nowego Miasta. Konfederaci zatrzymali się na zakolu Nidy pod Grotnikami. Spytko zamierzał umocnić się tu taborem na wzór czeski, jednak nie zdążył się przygotować. 4 maja 1439 wojska królewskie pod dowództwem kardynała rozbiły konfederatów w bitwie pod Grotnikami.
W 1461 król przyjął w Korczynie poselstwa od Jerzego z Podiebradów, chana tatarskiego oraz margrabiego branderburskiego. W 1465 zjazd szlachty małopolskiej i delegatów wielkopolskich obradował tu w sprawie środków na prowadzenie wojny z Krzyżakami. W czasie zjazdu uchwalono także statut nowokorczyński. W 1470 Kazimierz Jagiellończyk przyjął w Korczynie legata papieskiego oraz Rafała Leszczyńskiego, przybywającego z misją od cesarza Fryderyka III. 9 października 1479 wielki mistrz krzyżacki Martin Truchsess von Wetzhausen złożył na zamku w Korczynie hołd lenny polskiemu królowi.
Tradycja zjazdów rycerskich sprawiła, że w Nowym Mieście Korczynie odbywały się sejmiki generalne Prowincji Małopolskiej. Na trzy tygodnie przed sejmem walnym zbierali się tu posłowie i senatorowie z województw: sandomierskiego, lubelskiego, krakowskiego, wołyńskiego i podolskiego, aby porównać i połączyć uchwały i żądania sejmików wojewódzkich i ziemskich. Miasto było siedzibą starostwa grodowego, jednego z sześciu w województwie sandomierskim. W Korczynie od przełomu XIV i XV w. aż do upadku I Rzeczypospolitej, odbywały się sądy grodzkie dla powiatów wiślickiego i pilźnieńskiego, a po 1764 r. na przemian z Pilznem.
W 1474 w mieście miał miejsce wielki pożar, po którym Korczyn zwolniono na 12 lat z wszelkich czynszów, robocizn i danin. W XVI wieku miasto nawiedziły kolejne dwa pożary. W 1531 r. król Zygmunt I zezwolił na pobieranie na rzecz miasta cła mostowego i grobelnego. W 1549 Zygmunt II August wyposażył szpital miejski. W korczyńskim rzemiośle dominowało w tym czasie piwowarstwo, a także związane z nim młynarstwo. W 1564 miasto posiadało 24 łany. Istniało tutaj 19 warzelni piwa i 22 słodownie. Znajdowało się tu 148 domów mieszczańskich, 3 młyny oraz 7 jatek rzeźniczych. W mieście znajdowały się także domy wzniesione przez senatorów dla wygody na czas zjazdów sejmikowych. Nowe Miasto miało w tym czasie 57 rzemieślników i 6 kramarzy. Korczyn posiadał własne wodociągi i łaźnie, na których budowę zezwolił w 1578 król Stefan Batory. Osiem razy do roku w mieście odbywały się wielkie jarmarki zbożowe. Zakupione w Korczynie zboże spławiane było Wisłą do Gdańska. W mieście powstawały liczne spichlerze. Posiadało ono także własną wagę ze specjalną, uznawaną w całej Polsce, miarą nowokorczyńską. W 1566 wybudowano nowy ratusz. W 1568 wykopano kanał zasilający sztuczne jezioro wodą z Nidy. W 1569 król Zygmunt August potwierdził prawa miejskie Nowego Korczyna. Pierwotny przywilej lokacyjny uległ zniszczeniu w trakcie jednego z pożarów. Od 1589 w mieście działała wytwórnia rusznic, dział oraz prochu. Przywilej na wyrabianie prochu otrzymał puszkarz Kraska pod warunkiem dostarczania bezpłatnie 2 kamieni prochu do zamku, a także wyrabiania w razie potrzeby prochu w cenie 20 groszy od kamienia. Przed zniszczeniem miasta przez Szwedów w 1657, liczba domów wzrosła do 266.

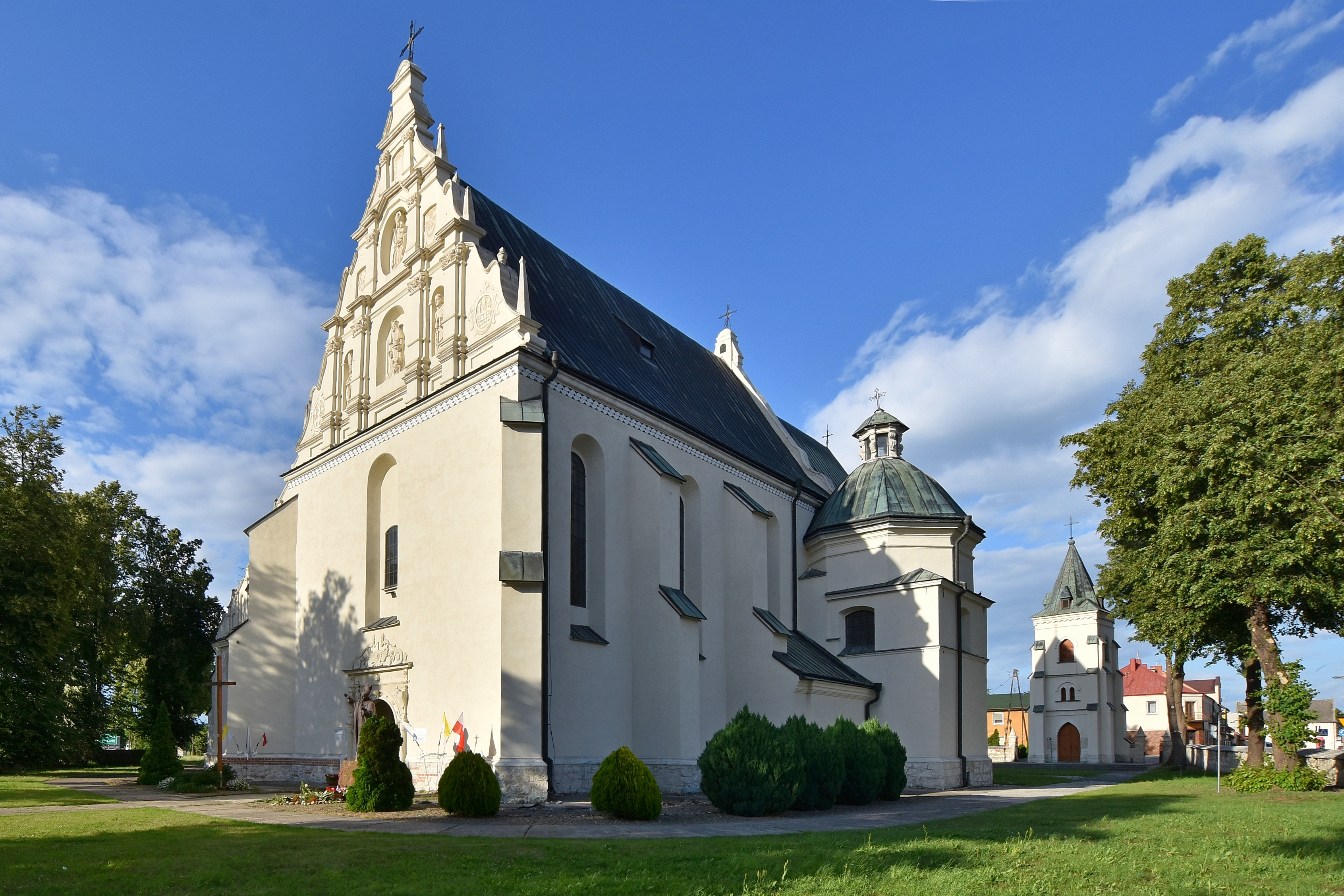
Kościół św. Trójcy
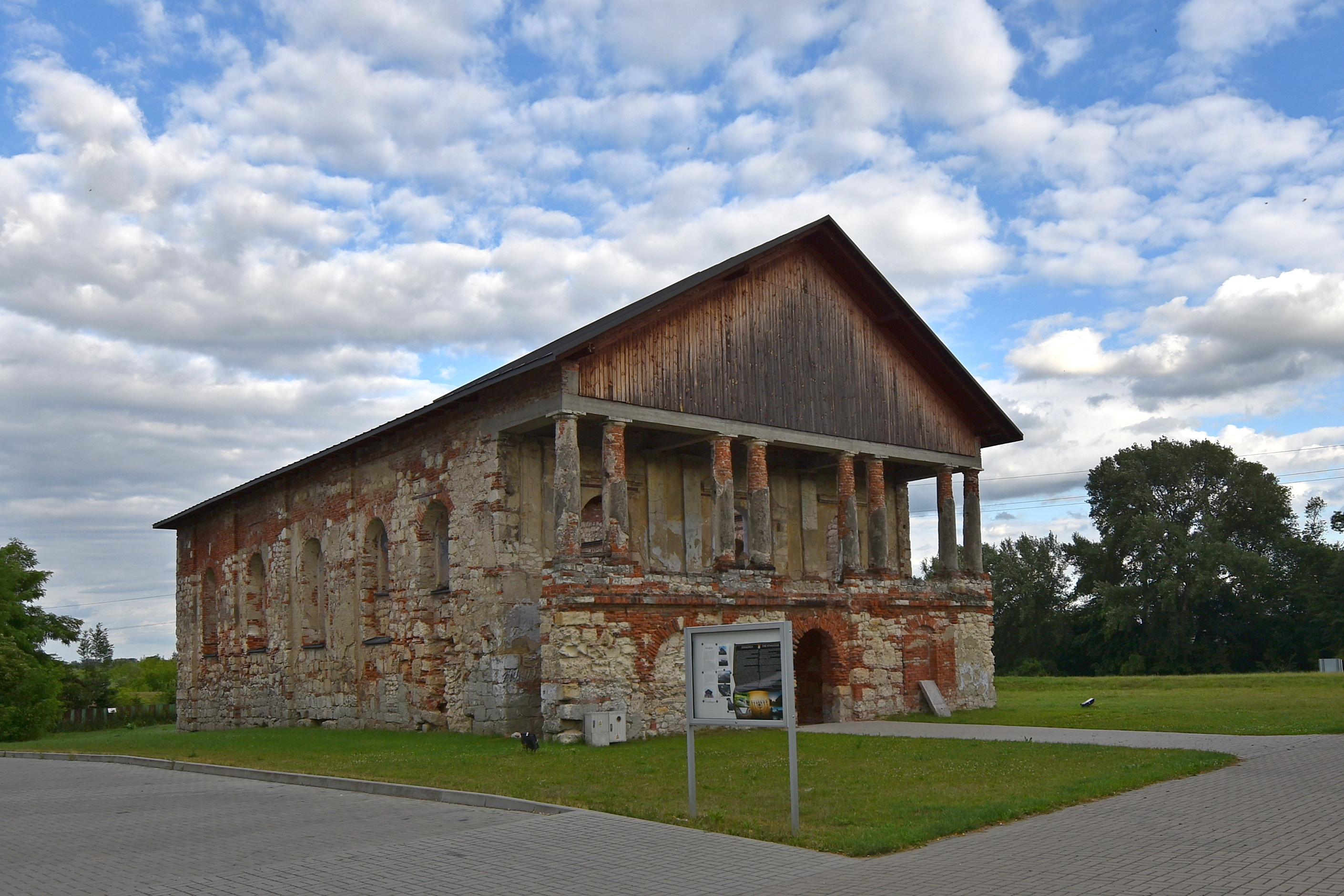
Synagoga
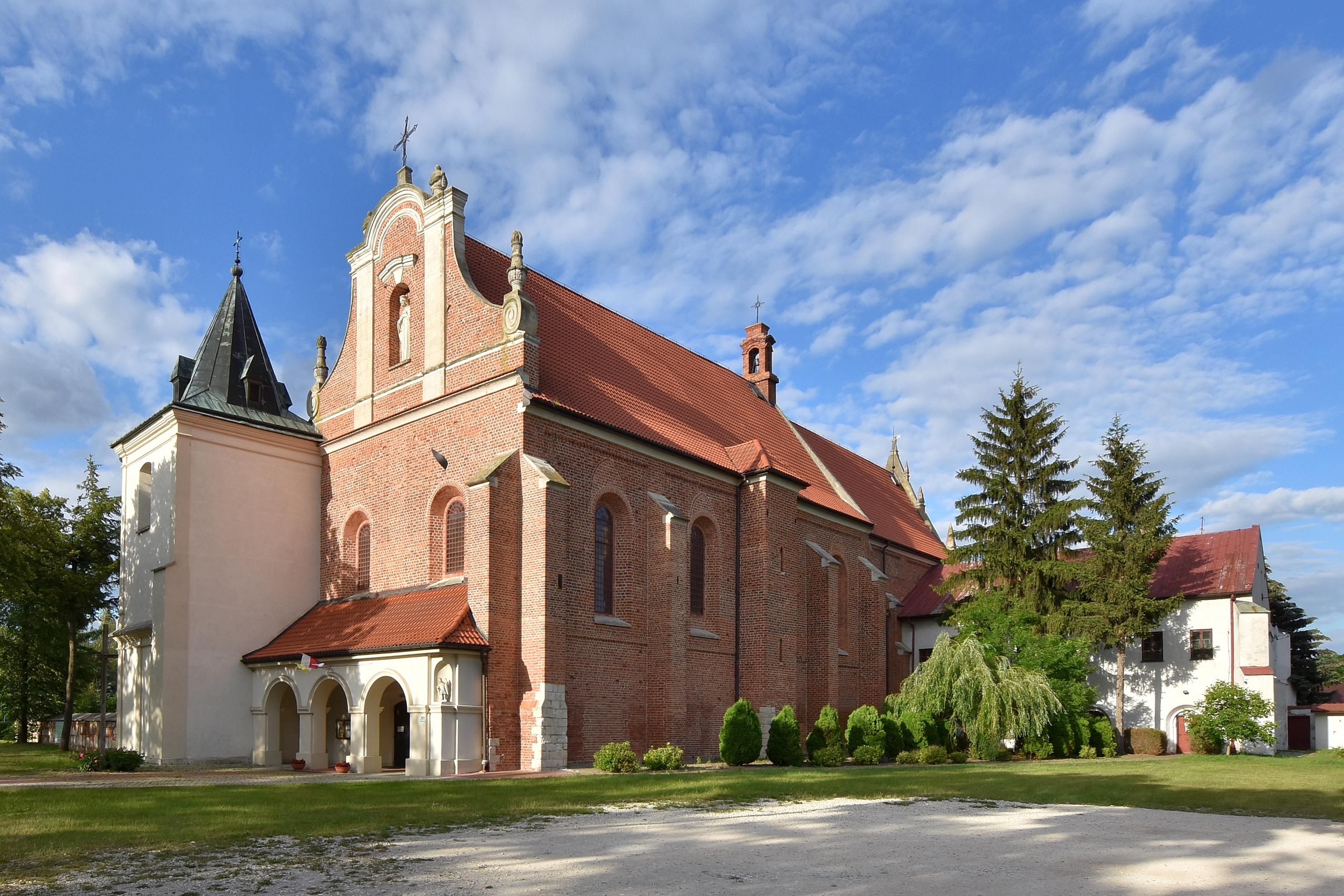
Kościół św. Stanisława

### Upadek
Korczyn podupadł w XVII wieku. Po przeniesieniu dworu królewskiego z Krakowa do odległej Warszawy, rola polityczna małopolskiej szlachty osłabła, a wraz z nią znaczenie korczyńskich sejmików. W 1606 Korczyn zajęli i złupili rokoszanie Mikołaja Zebrzydowskiego. W 1607 pożar zniszczył niemal całe miasto. Ogromne zniszczenia przyniosły wojny, a szczególnie potop szwedzki oraz najazd Rakoczego. W 1657 miasto zostało spalone i splądrowane. Zniszczeniu uległy archiwa grodzkie i miejskie. Korczyn został ponownie zajęty i zniszczony przez Szwedów w 1702 w trakcie III wojny północnej. W mieście w 1701 i 1707 wybuchały zarazy.
W podźwignięciu miasta, nie pomogły nowe przywileje Augusta III Sasa z 1748 oraz Stanisława Augusta Poniatowskiego z 1773. Na skutek rozbiorów Polski Nowy Korczyn znalazł się na granicy państw, co spowodowało zatamowanie stosunków handlowych z terenami położonymi za Wisłą.
W 1794 przez Nowe Miasto przemaszerowały wojska Tadeusza Kościuszki obozujące w pobliskich Winiarach. 30 kwietnia 1794 szlachta sandomierska ogłosiła tu przystąpienie do powstania.
W XIX wieku w mieście miały miejsce trzy wielkie pożary, w 1811, 1855 i 1857. Miasto było też często zalewane przez Nidę i Wisłę. W 1860 Nowy Korczyn miał 3319 mieszkańców, w tym 2370 Żydów zamieszkujących głównie dzielnicę nad Nidą, na zachód od Rynku. Ludność Korczyna prowadziła jeszcze w XIX wieku handel zbożem i produktami rolniczymi, w głównej mierze utrzymywała się jednak z rolnictwa. W 1869 Korczyn utracił prawa miejskie.

### Gmina żydowska w Nowym Korczynie
Pierwsi Żydzi pojawili się w mieście już na początku XVI wieku, pierwszy raz ich obecność w Nowym Korczynie jest poświadczona w 1530. Nieco później powstał kahał. W 1659 król Jan Kazimierz Waza nadał przywilej nowokorczyńskim Żydom, a miejscowy rabin był nawet faktorem Augusta III. W latach 1823–1867 Rosjanie ograniczyli osadnictwo żydowskie w mieście, ze względu na jego przygraniczne położenie. W 1921 w Nowym Korczynie było 2478 Żydów (67,3% ludności). Niemcy założyli tu getto, w którym zamknęli około 4 tys. osób. Jesienią 1942 wszyscy zostali wywiezieni do obozu zagłady w Treblince.

### Nowy Korczyn w XX wieku
Między 15–24 września 1914 toczyły się na tych terenach ciężkie walki formującego się dopiero I Pułku Piechoty Legionów Polskich dowodzonego przez Józefa Piłsudskiego. Na tym ważnym dla trwałości frontu austriackiego odcinku legioniści prowadzili działania obronne powstrzymujące postępy ofensywy rosyjskiego korpusu kawalerii gen. Aleksandra Nowikowa. Ze względu na nieprzychylne nastawienie mieszkańców miejscowości do oddziałów legionowych Piłsudski wprowadził na terenie osady stan wojenny (nie uczynił tego w żadnej innej miejscowości).
W czasie kampanii wrześniowej w 1939 Nowy Korczyn znalazł się na trasie przemarszu wycofującej się Armii „Kraków”, a miejscowy klasztor gościł przez noc dowódcę armii, gen. Antoniego Szyllinga.
W 1944 miejscowość znalazła się w granicach partyzanckiej Republiki Pińczowskiej. W nocy z 24 na 25 lipca doszło do ataku oddziału Armii Krajowej na posterunek żandarmerii w Nowym Korczynie. Walka trwała przeszło dwadzieścia godzin. Żandarmi zabarykadowali się w piętrowym budynku, zamienionym w obronny bunkier. Mimo przewagi liczebnej, kolejne ataki partyzantów załamywały się. Do przełomu doszło gdy do walki włączył się oddział Batalionów Chłopskich pod dowództwem Jana Pszczoły Wojnara. Na jego rozkaz budynek został oblany naftą przy pomocy ręcznej sikawki straży pożarnej, a następnie podpalony. Partyzanci ujęli i stracili 12 żandarmów oraz 8 policjantów granatowych.
Do 1954 miejscowość była siedzibą gminy Nowy Korczyn (gmina 1870–1954), w latach 1954–1972 należała i była siedzibą władz gromady Nowy Korczyn.
W latach 1975–1998 Nowy Korczyn administracyjnie należał do województwa kieleckiego.
W 1960 osada miała 1712 mieszkańców.

### Konsultacje lokalne w sprawie nadania statusu miasta (2018)
W efekcie rozmów i spotkań z mieszkańcami Nowego Korczyna, którzy wstępnie przychylnie odnieśli się do planów samorządu, w ciągu roku miały zostać przeprowadzone formalne konsultacje. Rada Gminy Nowy Korczyn przyjęła 26 lutego 2018 uchwałę (w formie apelu) w sprawie przywrócenia praw miejskich miejscowościom, które zostały ich pozbawione w wyniku represji carskich. Apel ten zakłada pominięcie wszystkich obowiązujących w tym względzie procedur w celu „upamiętnienia bohaterskiej walki polskich powstańców, zadośćuczynienie dotychczas wyrządzonym krzywdom oraz uczczenia 100 rocznicy odzyskania przez państwo polskie niepodległości i 155 rocznicy wybuchu Powstania Styczniowego”. Apel trafił do MSWiA, w związku z czym minister podjął decyzję o wszczęciu procedury odnośnie do nadania statusu miasta Nowemu Korczynowi, występując do Rady Gminy o przedstawienie opinii poprzedzonej przeprowadzeniem konsultacji z mieszkańcami. Konsultacje odbyły się w terminie od 9 lipca do 10 sierpnia 2018. Za przywróceniem Nowemu Korczynowi praw miejskich opowiedziało się 995 osób, czyli 85,6% mieszkańców biorących udział w głosowaniu. Na „nie” było 115 osób, a 63 osoby wstrzymały się od głosu. Licząc na odzyskanie praw miejskich „skróconą” ścieżką legislacyjną (patrz niżej), t.zn. 1 stycznia 2019, wójt Nowego Korczyna złożył 31 sierpnia 2018 wniosek w MSWiA. 1 stycznia 2019 status miasta został przywrócony.

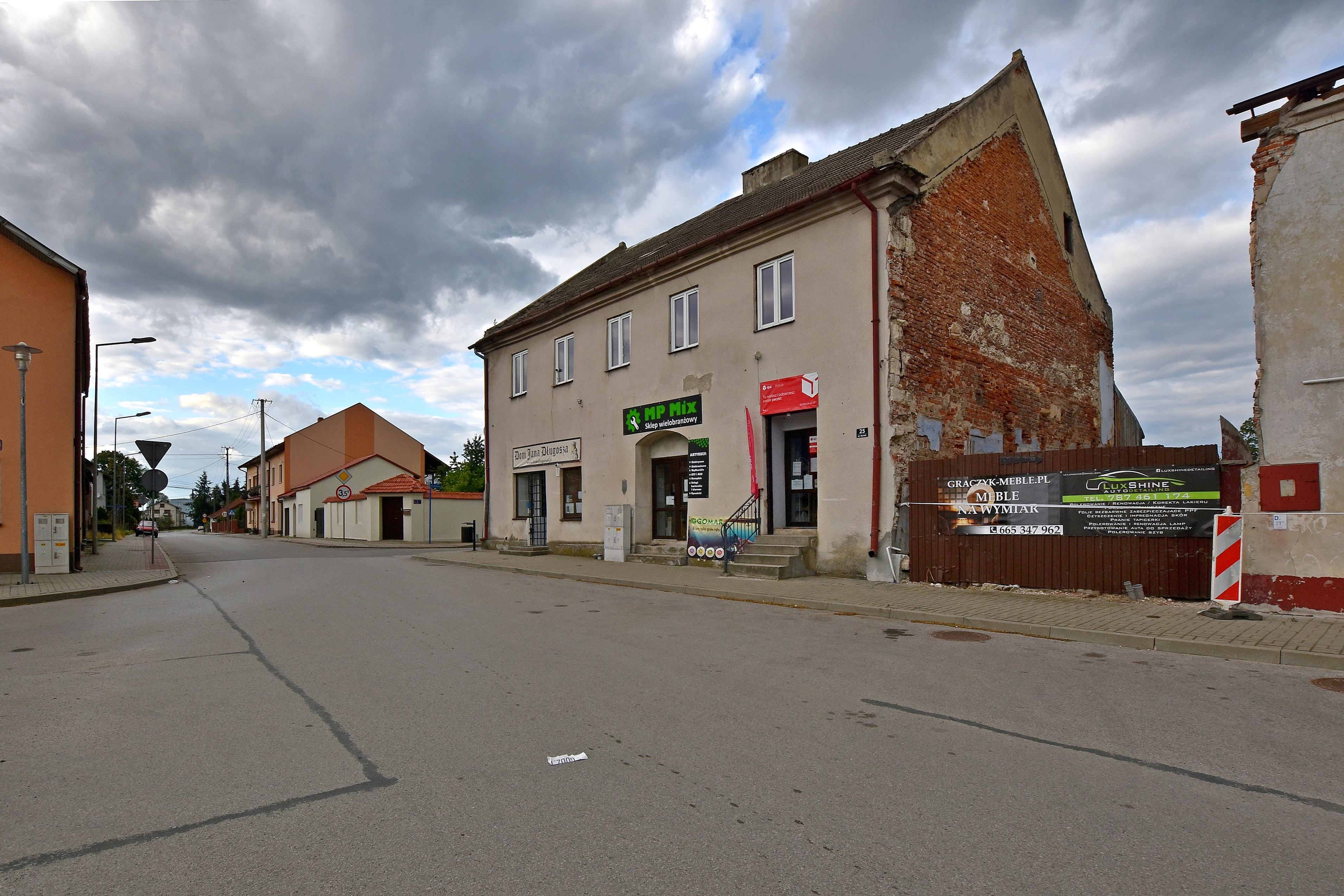
Dom Długosza
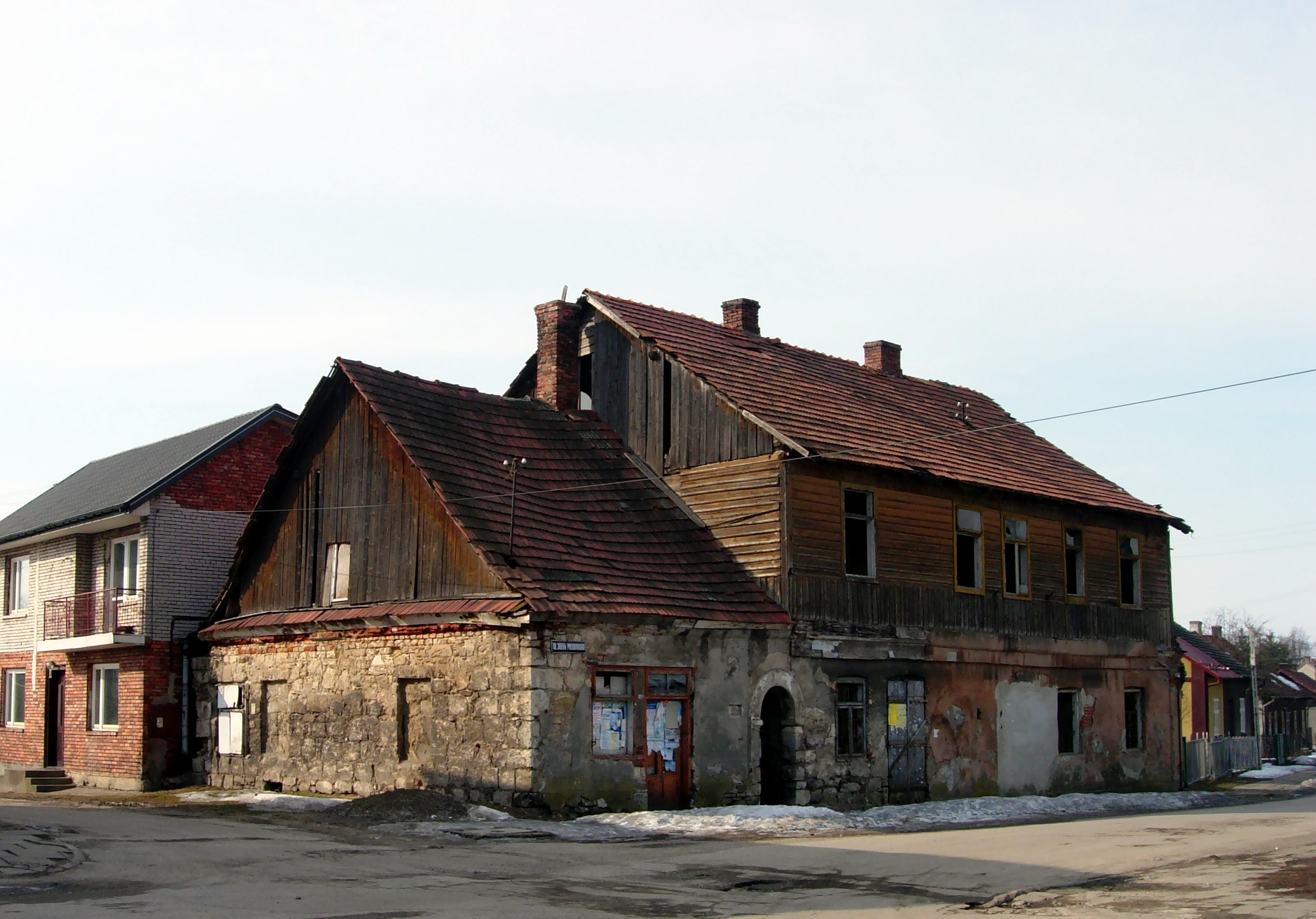
W kamienica przy Rynku stacjonował J. Piłsudski
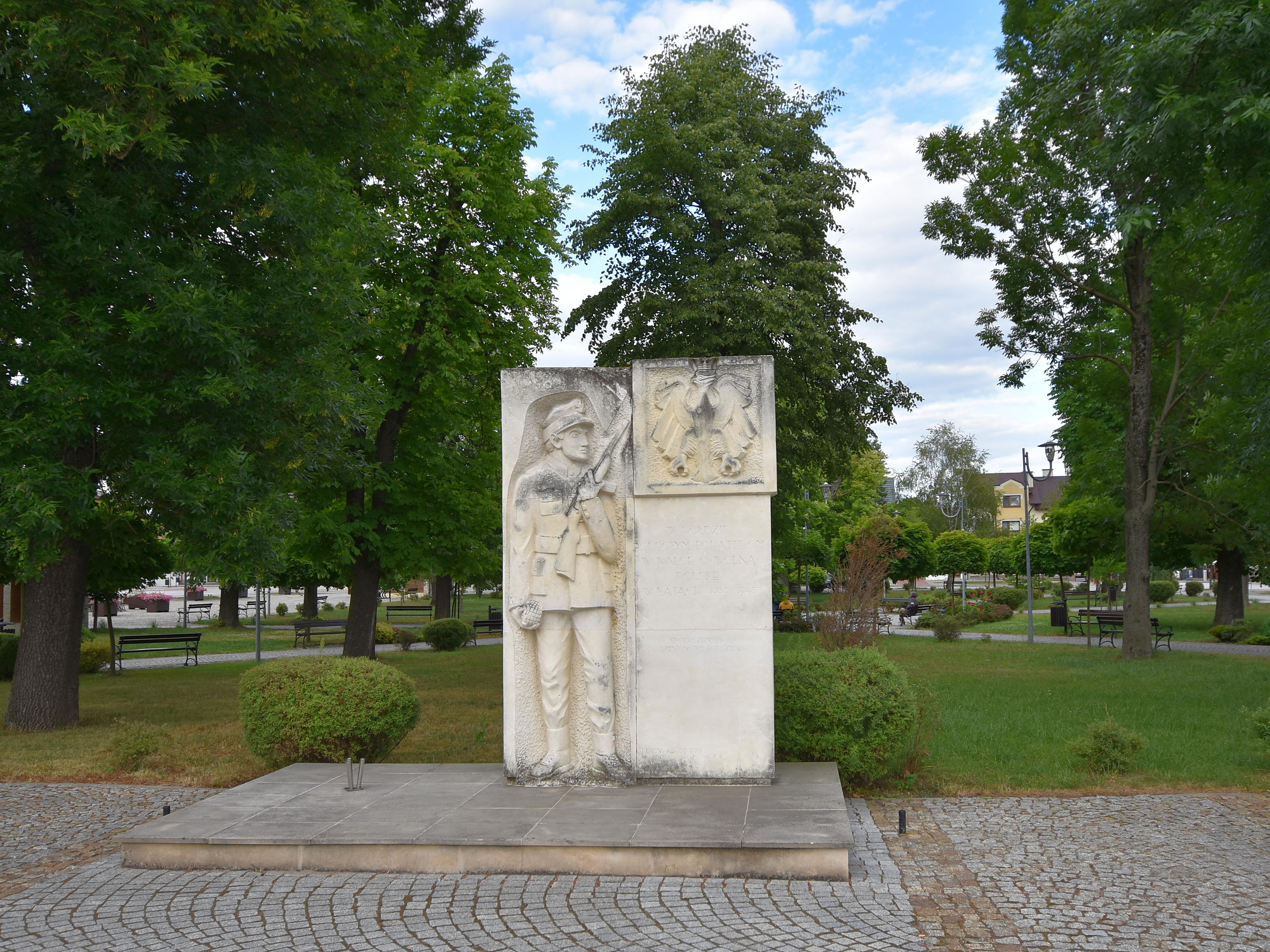
Rynek, pomnik

## Zabytki
- Zespół pofranciszkański z 1257 fundacji Bolesława Wstydliwego oraz jego żony św. Kingi z gotyckim kościołem św. Stanisława. Wpisany do rejestru zabytków nieruchomych (nr rej.: A.51/1-2 z 4.12.1956 i z 19.02.1966)[26]. W 1945 roku uszkodzone zostało zachodnie przęsło korpusu. We wnętrzu zachowały się barokowe polichromie.
- Gotycko-renesansowy kościół św. Trójcy z XVI w. Wraz z dzwonnicą oraz dawnym przykościelnym cmentarzem wpisane do rejestru (nr rej.: A.48/1-3 z 4.12.1956, z 19.02.1966 i z 18.09.2013)[26].
- Ruiny synagogi wzniesionej pod koniec XVIII w. w stylu klasycystycznym. Według miejscowej tradycji synagoga zbudowana została z materiałów po zniszczonym zamku. Jest to budowla na planie prostokąta z portykiem na fasadzie zachodniej. Na ścianie wschodniej dużej sali modlitewnej zachował się klasycystyczny Aron ha-kodesz (miejsce przechowywania zwojów Tory). Wpisana do rejestru zabytków (nr rej.: A.49 z 8.02.1958 i z 22.06.1967)[26].
- Dom Długosza – budynek dawnej Akademii z XVI w., z zachowanymi w przyziemiu i piwnicy sklepieniami kolebkowymi. (nr rej.: A.53 z 6.08.1971)[26].
- Domy z XVI–XVIII w.; wśród nich m.in. parterowy dom, w którym według miejscowej tradycji mieściła się szkoła jezuicka oraz na wpół zrujnowany dom na rogu Rynku i ulicy Piłsudskiego, w którym w 1914 znajdowała się kwatera Józefa Piłsudskiego. Budynek posiada kamienny parter i drewniane piętro. Od strony ul. Piłsudskiego zachował się kamienny portal prowadzący do wąskiej sieni przelotowej (rozebrany w 2009). Do rejestru zabytków wpisane jest całe założenie urbanistyczne (nr rej.: A.47 z 14.02.1959)[26].
- Źródło św. Kingi obok którego stoi XIX-wieczna figura świętej; według miejscowej tradycji woda z tego źródła posiada właściwości lecznicze.
- Stary cmentarz z pierwszej połowy XIX w. nazywany rosyjskim lub ruskim, ponieważ w okresie zaborów chowano tu m.in. carskich żołnierzy i urzędników. Cmentarz jest nieczynny od 60 lat. Spoczywa na nim krewny Siemiona Budionnego. W okresie I wojny światowej Budionny stacjonował w Korczynie jako wachmistrz. Przy cmentarnej kaplicy rośnie drzewo cierniowe – glediczja trójcierniowa sprowadzona z ogrodu botanicznego w Krakowie przez P. Królikowskiego, dziedzica majątku w Grotnikach[27]. Wpisany do rejestru zabytków (nr rej.: A.51 z 1.07.1992)[26].
- Kaplica grobowa rodziny Królikowskich XIX w. (nr rej.: A.51 z 1.07.1992)[26].
- Cmentarz parafialny z drugiej połowy XIX w. (nr rej.: A.52 z 1.07.1992)[26].
- Figury przydrożne z XIX i początku XX w.

### Zabytki niezachowane
- Były zamek z XIV w., nie zachował się do czasów współczesnych
- Stary cmentarz żydowski z XVI lub XVII w., nie zachowały się żadne nagrobki
- Nowy cmentarz żydowski z 1765, nie zachowały się żadne nagrobki.

## Sport
W mieście, od 1933 roku, działa klub piłki nożnej, Wisła Nowy Korczyn, grający w A klasie.